# Nennbetriebsart

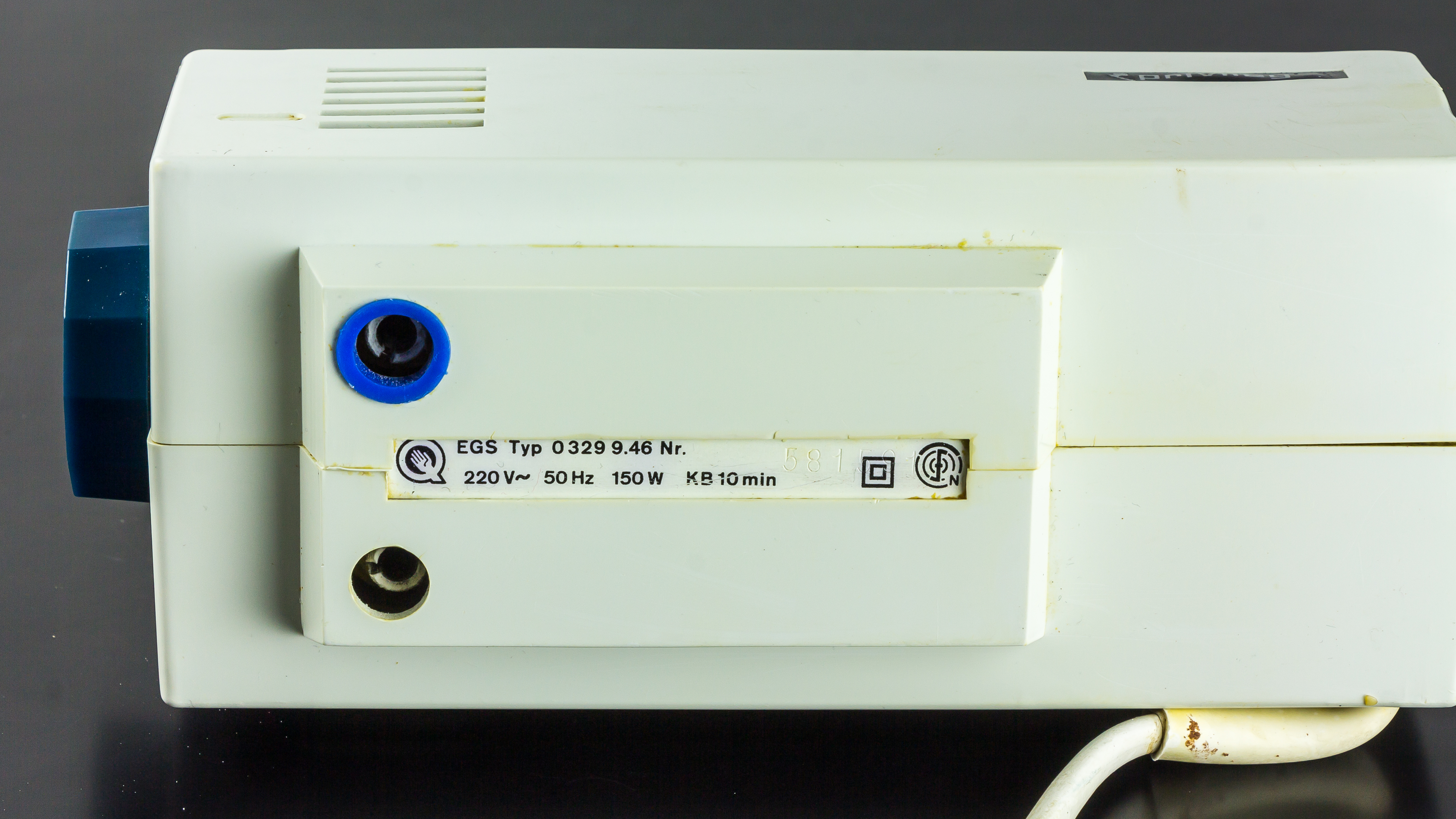
Angabe des Kurzzeitbetriebs von 10 Minuten auf dem Typenschild eines Handrührgeräts

Eine Nennbetriebsart ist eine Beschreibung der Beanspruchung einer elektrischen Maschine. Sie definiert, wie lange eine Maschine oder ein Gerät betrieben werden darf und ob und wie lange eine Pause gemacht werden muss, um sie beispielsweise vor Überhitzung zu schützen.

## Zweck
Weil es unwirtschaftlich wäre, alle Maschinen auf jede denkbar schwere Aufgabe auszulegen, wurden Nennbetriebsarten definiert, um sowohl eine Eignung für erschwerte Bedingungen, als auch eine Beschränkung auf besonders leichte Aufgaben eindeutig benennen zu können. 
Beispielsweise unterscheiden sich die Anforderungen an Motoren von Aufzugsanlagen und Fahrtreppen grundlegend. Während erstere immer wieder unter großer Last anlaufen müssen, werden letztere gewöhnlich ohne nennenswerte Last in Gang gesetzt. Noch niedriger können die Anforderungen sein, wenn Maschinen regelmäßig abgeschaltet werden und dann abkühlen können.

## Definition
Die Nennbetriebsarten sind in der internationalen Norm IEC 60034-1 definiert, die der europäischen Norm EN 60034-1 und diversen nationalen Normen entspricht.
Wenn auf dem Typenschild einer Maschine keine Nennbetriebsart angegeben ist, ist sie für Dauerbetrieb mit konstanter Belastung ausgelegt. Neben jeder anderen Nennbetriebsart sind Zusatzangaben wie die Schaltspiele pro Stunde und die Einschaltdauer erforderlich, um die Eignung einer Maschine für eine Anwendung beurteilen zu können. Wenn neben der Nennbetriebsart nur die Einschaltdauer angegeben ist, beträgt die Spieldauer 10 Minuten.

## Nennbetriebsarten
| Kurzzeichen | Beschreibung                                                                           | M-/P-Diagramm | notwendige Zusatzangaben                                                               |
| ----------- | -------------------------------------------------------------------------------------- | ------------- | -------------------------------------------------------------------------------------- |
| S1          | Dauerbetrieb mit konstanter Belastung                                                  |               |                                                                                        |
| S2          | Kurzzeitbetrieb                                                                        |               | - Belastungsdauer                                                                      |
| S3          | Periodischer Aussetzbetrieb                                                            |               | - rel. ED in % (bezogen auf 10 min)                                                    |
| S4          | Periodischer Aussetzbetrieb mit Einfluss des Anlaufvorganges                           |               | - rel. ED in % - Schaltspiele pro Stunde - Trägheitsmoment - Hochlauf- und Auslaufzeit |
| S5          | Periodischer Aussetzbetrieb mit Einfluss des Anlaufvorganges und elektrischer Bremsung |               | - rel. ED in % - Schaltspiele pro Stunde - Trägheitsmoment - Hochlauf- und Auslaufzeit |
| S6          | Ununterbrochener periodischer Betrieb                                                  |               | - rel. ED in % (bezogen auf 10 min)                                                    |
| S7          | Ununterbrochener periodischer Betrieb mit elektrischer Bremsung                        |               | - Schaltspiele pro Stunde - Trägheitsmoment - Hochlauf- und Auslaufzeit                |
| S8          | Ununterbrochener periodischer Betrieb mit Last- und Drehzahländerungen                 |               | - Schaltspiele pro Stunde - Trägheitsmoment - Hochlauf- und Auslaufzeit                |
| S9          | Betrieb mit nichtperiodischen Last- und Drehzahländerungen                             |               | - Schaltspiele pro Stunde - Trägheitsmoment - Hochlauf- und Auslaufzeit                |
| S10         | Betrieb mit einzelnen konstanten Belastungen                                           |               |                                                                                        |

## Beispiele
Bei einer elektrischen Seilwinde ist der Motor einer starken Belastung ausgesetzt. Um ihn vor Überhitzung zu schützen, sind billige Geräte oft nur für die Nennbetriebsart S3 25% zugelassen. Das bedeutet, dass er in einer Zeitspanne von 10 Minuten nur für 2,5 Minuten betrieben werden darf und die restlichen 7,5 Minuten wieder abkühlen muss (bei einer Umgebungstemperatur von 20 °C). Oft erfolgt die Abschaltung bezüglich Erwärmung automatisch über einen Wärmeschutzschalter, der den Betrieb solange aussetzt, bis die Maschine abgekühlt ist.
Eine Kran- oder Hubschrauberwinde hingegen ist für Dauerbetrieb S1 ausgelegt und entsprechend teuer.
Ein Küchenrührgerät darf beispielsweise nur 10 Minuten betrieben werden. Das entspricht der Nennbetriebsklasse S2.